# Lineáris optimalizálás
A lineáris optimalizálás a lineáris algebra egy ága, 1940 után fejlődött ki az elektronikus számítástechnikával együtt. A közgazdászok és a matematikusok számára egyaránt fontos. Az elmélet megalkotói George Dantzig és Neumann János.
A lineáris optimalizálási probléma azt jelenti, hogy több keresett mennyiség lineáris függvényének szélsőértékét kell meghatározni, ha mellékfeltételként lineáris egyenlőtlenségek lépnek fel, és a keresett mennyiségeknek csak nem negatív értékei jönnek számításba.
Az iparban, a gazdaságban, a haditudományban sok olyan probléma van, amely optimalizálási feladatként fejezhető ki, vagy így közelíthető meg. Ismerünk például ellátási problémákat, keverési problémákat. Bizonyos játékok optimalizálási feladatokra vezethetők vissza.
A szállítási problémák – ide tartoznak a hozzárendelési problémák is – különösen egyszerű optimalizálási feladatok. A szállítási feladatok megoldására különleges módszerek vannak.
Amennyiben valamilyen lineáris optimalizációs feladat csak két ismeretlen mennyiséget tartalmaz, akkor grafikusan is megoldható. A számolással való megoldásra különböző eljárások léteznek, ezek elektronikus számítóberendezésekkel való megoldásokra is alkalmasak. A legismertebb a szimplex módszer, amelyet George Dantzig fejlesztett ki.
A lineáris optimalizációtól különböző, más optimalizációs módszerek is vannak, például a nemlineáris vagy dinamikus optimalizálás.

## Általános optimalizációs feladatok
Az általános optimalizációs feladat tipikus példája az ellátási probléma.